# اسکی ماسک
استوکلی کلوون گولبورن معروف به اسکی ماسک (Ski Mask The Slump God) خواننده رپ اهل ایالات متحده آمریکا است. او حرفه خوانندگی را به همراه اکس‌اکس‌اکس تنتاسیون در ساوند کلاود در سال 2014 آغاز کرد. از مشهور ترین آهنگ های این دو میتوان به دو عنوان Take A Step Back و Rip Roach اشاره کرد. 
اولین میکس تیپ اسکی با نام Beware the Book of Eli که در سال 2018 منتشر شد جایگاه 50 را در بیلبورد ۲۰۰ به دست اورد. همچنین اولین آلبوم استودیویی او Stokeley(2018) جایگاه 6 را در بیلبورد ۲۰۰ آمریکا به دست اورد. 

## اوایل زندگی
استوکلی گولبورن در فلوریدا به دنیا آمد. او اصالتاً جامائیکایی است.
گولبورن با گوش دادن به باستا رایمز، میسی الیوت، وو-تنگ کلن، لیل وین و دیگر هنرمندان بزرگ شد. همچنین در کودکی پدر و مادرش در اطراف خانه آهنگ های جاماییکایی پخش میکردند. پدر گولبورن که خودش نیز یک خواننده با نام "Sin City" شناخته میشود در کودکی او را مجبور میکرده که بر روی متن موسیقی هایش کمکش کند. او در 2013 به دلیل "حمل وید به ارزش 10 دلار" به مرکز پرورشی فرستاده شد که در آنجا با اکس‌اکس‌اکس تنتاسیون ملاقات کرد.